# 観月あこ
観月 あこ（みづき あこ、MIZUKI Ako、1991年10月20日 - ）は、日本の元ファッションモデル。旧芸名・立花 舞（たちばな まい）。本名・山内 舞（やまうち まい）。

## 人物・来歴
富山県生まれ。
立花 舞（たちばな まい）の芸名で、エイベックス・マネジメントに所属し、舞台『東京俳優市場（2012年冬）』でデビュー。ファッションモデルとして『神戸コレクション 2013-2014』『東京ランウェイ 2013』『東京コレクション 2012-2013』に出演。
観月 あこ（みづき あこ）に改名して、バグジーヒーローズクラブに所属。2015年4月よりライフスタイルWebマガジン『Fun Fun Fun Club』のメインモデル。2015年7月より富山県の運転代行業「黒ブタ代行」のCMに出演する。同年9月には『神戸コレクション 2015 AUTUMN/WINTER』へ出演した。
2020年12月18日、プロテニス選手の錦織圭と同月11日に入籍していたことがわかった。
2021年5月18日、第1子妊娠が公表された。

## 出演

### イベント
- 神戸コレクション 2013-2015
- 東京ランウェイ 2013
- 東京コレクション 2012-2013

### CM
- 黒ブタ代行（2015年）※富山ローカル
- 高松葬祭 ひすい野ホール（2015年12月 - ）※富山ローカル

### 広告
- サンスター VO.5（2013年） - ヴィジュアルモデル
- ジョイフル恵理 振袖カタログ（2013年）
- 通販サイト ラズレナ（2013年）
- ゴールドウイン ESTIVO（2014年）

### 舞台
- 東京俳優市場（2012冬）第一話「小さな小さなお茶会」（2012年11月21日 - 25日、笹塚ファクトリー） - 母親 役